# 1518!
『1518!』（イチゴーイチハチ!）は、相田裕による日本の漫画作品。『ビッグコミックスピリッツ』（小学館）にて、2014年37・38合併号（2014年8月11日発売）から2019年15号（2019年3月11日発売）まで連載された。

## あらすじ
私立松栢学院大付属武蔵第一高校（松武高校）に入学した丸山幸は、中学の先輩である生徒会長に誘われて生徒会に入る。するとそこで、怪我で野球部に入るのを諦めた男子、烏谷公志郎と出会う。幸は中学時代、烏谷が「15番」の背番号を付けて投手として投げている姿を見て、強い印象を覚えたことがあった。生徒会の活動を手伝えと言われながらも乗り気でない烏谷に、会長は野球で勝負を挑む。彼女もまた中学時代「18番」を付けてマウンドに登り、烏谷と対戦した経験があった。勝負に負けた烏谷は生徒会に入り、野球を完全に諦める。その姿を見た幸は、烏谷を笑わせてやろうという目標を持つ。

## 登場人物
丸山 幸（まるやま さち）
主人公。特進コース1年生の女子。本人は下の名前である「幸」で呼んでほしいのだが、周囲からは丸ちゃんと呼ばれている。中学時代はバスケ部だったが、同じ中学出身の生徒会長に手伝ってほしいと頼まれて生徒会に入る。同学年の烏谷に中学生と間違われるほど背が低く、文化祭のクラス企画でやったミュージカルでやったアリスが大うけした。
烏谷 公志朗（からすや こうしろう）
情報コース1年生の男子。中学時代は春日部南シニアという県内の強豪野球チームに所属しており、1年生の時、背番号15の投手として投げていた姿を幸が見た。ひじに怪我をして投球ができなくなったが、野球に未練があり、甲子園に出場する可能性のある松武高校に進学した。だが医者に再起の可能性がないと告げられ、完全に野球を諦める。一年間の生徒会活動を経て2年次には生徒会長に就任。将来の進路として教師を目指す。
兄の公一は大学で駅伝をしており、走ることに関してはうるさい。家は花卉農家だが、父親も元・陸上選手で息子たちの進路に関しては理解がある。
亘 環（わたり たまき）
生徒会長。情報コース3年生の女子。活発な性格でスポーツ万能。中学時代は戸田荒川シニアに所属しており、背番号18のアンダースローの投手だった。中学に上がってから男子にフィジカル面で勝てなくなり控えにまわされ、烏谷がいた春日部南との試合でリリーフに出るがコールド負けしたのをきっかけにチームは辞めていた。烏谷との再会を経て大学から女子野球選手として復帰することを決めた。
山崎 克己（やまざき かつみ）
副会長。特進コース3年生の男子。ザキさんと呼ばれている。ガタイが良く、中学時代は野球部だった。
三春 英子（みはる えいこ）
庶務。選抜コース2年生の女子。美人でスタイルが良く賢い、と幸からは憧れられている。
東 慧汰（あずま けいた）
会計。選抜コース2年生の男子。メガネをかけている。英子とともに、学内でもっとも偏差値の高い選抜クラスに所属している。

## 舞台

### 2021年公演
『青春舞台「1518! イチゴーイチハチ」』と題した舞台化作品が、2021年2月17日から23日の期間、シアターグリーン BIG TREE THEATERにて上演された。脚本・演出は安藤陽佳。出演は幸役の菊池愛、公志朗役の辻本達規、環役の椿梨央、ほかに寿里、佐野瑞樹ら。2020年10月に舞台化が発表され、コロナ禍の時世であったが予定通り上演された。

#### キャスト（2021年）
- 丸山幸：菊池愛
- 烏谷公志朗：辻本達規 (BOYS AND MEN)
- 亘環：椿梨央
- 日野江碧：栗原沙也加
- 東慧汰：蒼井優樹 (VOYZ BOY)
- 三春英子：真木すみれ
- 山崎克己：立澤鎮也 (VOYZ BOY)
- 宇賀神翔：高垣博之 (ボイメン東京研究生)、國村諒河 (ボイメン東京研究生)
- 今井郁文：関優樹 (ボイメン東京研究生)
- 烏谷公一：寿里
- 佐野先生 / 公志朗の父：佐野瑞樹

アンサンブルキャストは割愛する。

#### スタッフ（2021年）
- 脚本・演出：安藤陽佳（PLAYunitむめむめ）
- 振付：森川次朗
- 美術・舞台監督：はじり孝奈（合同会社obbligato）
- 照明：松本雅文
- 音楽：志村絵麻（株式会社ドライブ）
- 音楽制作：あさのかつひこ（株式会社ドライブ）
- 音響：板谷雄月
- 衣裳：木村猛志
- ヘアメイク指導：横山桂子
- 演出助手：豊川涼太（街の星座）、結川かをる（株式会社テロワール）
- 票券：杉山純じ（しむじゃっく）
- 制作：株式会社コントラ　株式会社Alice
- 宣伝：慶長聖也（株式会社Alice）　加茂昭夫（株式会社Alice）
- 制作協力：PLAYunitむめむめ
- プロデューサー：片岡義朗、慶長聖也

### 2023年公演
2023年6月21日から25日にかけてシアターサンモールにて「青春舞台「1518! イチゴーイチハチ!」2023」として2021年公演の続編として上演された。脚本は原作者でもある相田裕、演出は佐野瑞樹。キャストは、丸山幸 役の菊池愛、烏谷公志朗 役の辻本達規は前作から続投している。

#### キャスト（2023年）
- 丸山幸：菊池愛
- 烏谷公志朗：辻本達規 (BOYS AND MEN)
- 亘環：尾花貴絵
- 山崎克己：内海大輔
- 宇賀神翔：佐藤智広
- 三春英子：青木志穏
- 東慧汰：真田貴大
- 仲里なつみ：長月明日香
- 日野江碧：山下聖良
- 亘大輔：秦健豪
- 丸山稔幸：佐野瑞樹

#### スタッフ（2023年）
- 脚本：相田裕
- 演出：佐野瑞樹
- 編曲・音響：香田泉（零’s Record）
- 美術：はじり孝奈（合同会社obbligato）
- 照明：黒太剛亮（黒猿）
- 衣裳：木村猛志
- ヘアメイク：横山桂子
- 振付：依田朋子
- 歌唱指導：うえのけいこ
- 演出助手：豊川涼太
- 舞台監督：奥田晃平
- 宣伝美術：ALiCE
- ビジュアル制作進行：鋤柄孝成（ALiCE）
- 広報・票券管理：飯塚なな子
- 制作：コントラ・ALiCE
- プロデューサー：片岡義朗・入江祥雄・慶長聖也

## 書誌情報
- 相田裕『1518! イチゴーイチハチ!』小学館〈ビッグコミックス〉、全7巻
  1. 2015年3月30日発売[5]、ISBN 978-4-09-186605-9
  2. 2015年12月25日発売[6]、ISBN 978-4-09-187418-4
  3. 2016年12月22日発売[7]、ISBN 978-4-09-187737-6
  4. 2017年8月30日発売[8]、ISBN 978-4-09-189624-7
  5. 2018年3月30日発売[9]、ISBN 978-4-09-189819-7
  6. 2018年9月28日発売[10]、ISBN 978-4-09-860079-3
  7. 2019年4月12日発売[11]、ISBN 978-4-09-860295-7